# Instituto de Estudios Altoaragoneses
El Instituto de Estudios Altoaragoneses (IEA) es una institución cultural española fundada en Huesca en 1949 con el nombre de Instituto de Estudios Oscenses por Virgilio Valenzuela Foved, Ricardo del Arco, Salvador María de Ayerbe, Miguel Dolç, Antonio Durán Gudiol y Federico Balaguer, con el objetivo de estudiar el Alto Aragón. Desde 1977 está adscrito a la Diputación Provincial de Huesca con su nombre actual y es uno de los centros de la Confederación Española de Centros de Estudios Locales (CECEL). 

## Objetivos
Su finalidad es la defensa, estudio, investigación y divulgación de la cultura y recursos de la provincia de Huesca, a través de las siguientes tareas:
- Defensa del patrimonio cultural altoaragonés.
- Estudio e investigación de la cultura y recursos del Alto Aragón.
- Divulgación de la cultura altoaragonesa.
- Coordinación con otras entidades similares.

## Actividad editorial y formativa
El Instituto de Estudios Altoaragoneses tiene una abundante producción editorial, con unos 700 títulos publicados que se organizan en diversas colecciones, como son la Colección de Estudios Altoaragoneses, Cuadernos Altoaragoneses de Trabajo, Pliegos Literarios Altoaragoneses, Cosas Nuestras o las colecciones Larumbe de Textos Aragoneses y Larumbe chicos, que se publican en colaboración con Prensas Universitarias de Zaragoza, el Gobierno de Aragón y, ocasionalmente, otras instituciones.
Desde 1950 edita la revista Argensola, de historia y ciencias sociales. También edita la revista de ciencias Lucas Mallada, desde 1989, titulada así en homenaje al geólogo, paleontólogo y pensador regeneracionista Lucas Mallada y Pueyo; la revista Bolskan de arqueología, desde 1985, (que lleva por título el nombre de la ciudad ibera que ocupó el territorio de la actual Huesca, Bolskan)  y Alazet, de filología, desde 1989, en la que se publican trabajos en catalán, aragonés y castellano.
El Instituto de Estudios Altoaragoneses organiza cursos, seminarios, excursiones y otras actividades de carácter formativo.
Desde 1985, el IEA convoca ayudas para la investigación sobre cualquier campo relacionado con el Alto Aragón.

## Otras actividades
En febrero de 1997 organizó el I Encuentro de Estudios e Investigaciones en torno al Aragonés y su Literatura y en 1999 organizó el II Encuentro. 
Desde 1999 también colabora con el Instituto Bibliográfico Aragonés en la actualización del Fichero Bibliográfico Aragonés y está trabajando en los proyectos Archivo de Tradición Oral, Tresoro d'a luenga aragonesa y el Centro de Información del Patrimonio cultural del Alto Aragón (CIPCA).
Desde el año 1997 convoca con periodicidad bianual la Trobada d'Estudios e Rechiras Arredol de l'Aragonés e a suya Literatura. Este encuentro, en forma de congreso, fomenta el intercambio de trabajos y experiencias de investigación alrededor del idioma aragonés. Su objetivo es impulsar así los estudios e investigaciones en torno a esta lengua y su literatura.

## Secciones y centros colaboradores
Entre 1990 y 2000, el Proyecto Sender, en el seno del IEA, se dedicó a la investigación y difusión de la obra del escritor Ramón J Sender. Al cabo de estas fechas nació el Centro de Estudios Senderianos como sección del Instituto.
La Fundación Joaquín Costa, creada en 1983, se vinculó al Instituto en 1990. Publica trabajos de investigación sobre el político e intelectual Joaquín Costa.
El Instituto de Estudios Altoaragoneses cuenta con varios centros colaboradores en la provincia de Huesca. Operan con autonomía y en colaboración con las instituciones locales. En la actualidad estos centros son ocho.
- Centro de Estudios Ribagorzanos, con sede en Benabarre.
- Centro de Estudios de Monzón y Cinca Medio, conocido también como CEHIMO, con sede en Monzón.
- Amigos de Serrablo, con sede en Sabiñánigo.
- Institut d'Estudis del Baix Cinca, en Fraga.
- Centro de Estudios de Somontano de Barbastro, en Barbastro.
- Centro de Estudios de Sobrarbe, con sede en Boltaña.
- Centro de Estudios Literanos, en Tamarite de Litera.
- Instituto de Estudios e Investigación los Monegros, en Grañén.

Los centros colaboradores despliegan su labor cultural, formativa y editorial en los campos que les ocupan.

## Dirección
El Consejo Rector dirige las actividades culturales y científicas del IEA, canalizadas a través de la Comisión Asesora. Han sido directores del IEA:
- Virgilio Valenzuela Foved (1949-1978)
- Cecilio Serena (1978-1981)
- Agustín Ubieto Arteta (1985-1989)
- José Ramón López Pardo (1990-1992)
- Antonio Durán Gudiol (1992-1994)
- Bizén d'o Río (1995-2000)
- Fernando Alvira Banzo (2000-2020)
- Alberto Sabio Alcutén (2020-2024)
- Susana Villacampa Sanvicente (2024-?)